# Kerteminde község
Kerteminde község (dánul: Kerteminde Kommune) Dánia 98 községének (kommune, helyi önkormányzattal rendelkező közigazgatási egység) egyike. A Syddanmark régióban található. Kerteminde község Odense, Faaborg-Midtfyn és Nyborg községekkel határos. Lakosainak száma 23 880 fő (2016).